# SMBC日興証券
SMBC日興証券株式会社（エスエムビーシーにっこうしょうけん、英: SMBC Nikko Securities Inc.）は東京都千代田区丸の内に本社を置く、三井住友フィナンシャルグループ（SMFG）傘下の証券会社。

## 概要
前身の日興證券は、野村證券・大和證券・山一證券と共に日本の旧4大証券の一角を担っていた。
しかし、1990年代後半に明らかになった日興證券を含む複数の金融機関の不祥事によって、それまで近しい関係にあった三菱グループ各社から距離を置かれるようになり、米国の大手投資銀行のシティグループ傘下に入り、日興コーディアル証券となった。
2009年10月にSMFGの傘下（SMBCグループ）に入り、その2年後の2011年には現在の商号に変更した。
近年親会社のSMFGはSBIホールディングスとの関係を強化し、三井住友銀行アプリでネット最大手のSBI証券口座と連携や、三井住友カードで投資信託の積立投資など力を入れている。
SMBC日興証券、野村證券、大和証券、みずほ証券、三菱UFJモルガン・スタンレー証券が、現在の大手証券。

## 行政処分・不祥事
- 2011年4月15日、支店営業員1名による顧客16名の資産8.8億円詐取事案が発覚し、金融庁から業務改善命令を受けた[8]。
- 2012年4月20日、いわゆるインサイダー営業[注 1]を営業部店長等の指示等によって、少なくとも21の支店で行い、結果、8つの支店営業員23名が、34名の顧客に販売していた。金融庁から業務改善命令を受けた[9]。
- 2012年8月10日、執行役員らの株式取引等に関しインサイダー取引の嫌疑で刑事告発・起訴され、金融庁から業務改善命令を受けた[10]。
- リスクが高いとされる金融商品「仕組債」で損失を受けたとして東京都内の女性が損害賠償を求めた訴訟で、2023年5月29日、東京地裁（大嶋洋志裁判長）は、「違法な勧誘があった」としてSMBCに約700万円を支払うよう命じた。大嶋裁判長は、女性が元本割れのリスクを的確に把握するだけの知識や能力を備えていたとまでは認められないと判断。それにもかかわらず「同社の担当者はリスクについて真実に反する過小な評価を告げて勧誘した」と非難した。同社では、仕組み債を勧誘する場合に1億円以上の預かり資産が必要との取り決めがあったとした上で、女性の預かり資産は1億円未満だったのに、担当者は保有資産「1億円以上5億円未満」と記録していたと指摘。「仕組み債に適合する虚偽の外観を積極的につくり出した」として違法性を認めた[11][12]。

### ブロックオファー取引での相場操縦
2021年11月、複数社員が、特定銘柄の株価を維持する目的で不正取引した容疑（「相場操縦」、金融商品取引法違反）で、証券取引等監視委員会がSMBC日興證券の本社を強制調査した。
2022年3月4日、東京地検特捜部は、専務執行役員ら4名を相場操縦容疑で逮捕。同年3月24日、金融商品取引法違反の疑いで副社長執行役員を新たに逮捕。最終的に副社長や専務執行役員ら計6人が10銘柄の相場操縦の罪で起訴されたほか、法人としても起訴される事態となった。
2022年10月7日、「ブロックオファー」取引に関連する業務停止命令、及び業務改善命令が出される。
2023年2月13日、東京地裁は「複数の幹部が率先して相場操縦に及び、社内の監視機能は形骸化していた。監督過失の程度は大きい」として、法人としてのSMBC日興證券に罰金7億円と、追徴金約44億7000万円の有罪判決を言い渡した。1人の元執行役員にも懲役1年6月、執行猶予3年の判決を言い渡した。
2025年7月22日、東京地裁は残る5人全員に執行猶予付きの有罪判決を言い渡した。元副社長と元専務執行役員が懲役2年6月執行猶予5年、不正取引の中心を担ったとされる元エクイティ部長のが懲役3年、執行猶予5年。元執行役員は懲役1年6月、執行猶予3年、営業部門の元部長が懲役2年、執行猶予4年だった。
2025年7月22日、東京地裁は公判で全面無罪を主張し争っていた5人全員に執行猶予付きの有罪判決を言い渡した。元副社長と元専務執行役員が懲役2年6月、執行猶予5年、不正取引の中心を担ったとされる元エクイティ部長が懲役3年、執行猶予5年、元執行役員が懲役1年6月、執行猶予3年、営業部門の元部長が懲役2年、執行猶予4年だった。

## 社名変更

### 旧法人
1998年、初代日興證券はトラベラーズと提携。翌1999年には、法人向け証券業務のホールセールと投資銀行事業を、日興ソロモン・スミス・バーニー証券に譲渡した。
2001年3月、初代日興證券は持株会社に移行するための分割準備会社として、日興證券分割準備を設立。同年10月、初代日興證券は、証券業を日興コーディアル証券（旧日興證券分割準備）に分割後、持株会社として、日興コーディアルグループに商号を変更した。
2006年に粉飾決算が表面化し、2007年以降はシティグループの傘下としてシティの日本事業と統合し、日興シティグループを構成する中核リテール証券企業となった。

### 現法人
シティグループは2008年の金融危機以降の業績悪化から経営再建をするため、日興グループを売却。証券事業は三井住友フィナンシャルグループ（SMFG）が取得した。
三井住友銀行が受け皿会社として日興コーディアル証券分割準備を設立。日興コーディアル証券分割準備は初代日興コーディアル証券のすべての事業と、日興シティグループ証券（現：シティグループ証券）の一部事業を吸収のうえ、SMFGの総合証券会社として、2代目日興コーディアル証券株式会社に改称した。
2013年4月に発表した中期経営計画の重点施策であるリテール部門への積極的な投資による顧客基盤の拡大と収益力の維持に基づき、2014年2月に開設した銀座、梅田支店を始め、15年2月17日に開設した戸塚支店まで12拠点を増設した。
2016年10月に、三井住友銀行の現物配当に伴い、SMFGの直接子会社となる。
2018年1月、SMBCフレンド証券を吸収合併し、システム統合や店舗の統廃合などで年100億円規模の経費削減を図る。

### 本店
登記上の本店は東京都千代田区丸の内の本店店舗が入居する新東京ビルで、本社機能は新丸の内ビルディング、日本橋高島屋三井ビルディングに置く。投資銀行部門は、米シティグループ証券から三井住友フィナンシャルグループへ売却された後も、引き続き新丸の内ビルディングに入居している。

## 沿革
- 1918年（大正7年）7月 - 遠山元一が遠山証券（東京証券の前身）、偕成証券（ライブドア証券前身）に携わる川島屋商店を創業。
- 1920年（大正9年）4月 - 株式会社として法人化。
- 1920年（大正9年）6月 - 日本興業銀行（現：みずほ銀行）の債券専門証券会社として、初代日興證券を設立。
- 1928年（昭和3年）8月 - 共同証券を設立。
- 1939年（昭和14年）2月 - 川島屋商店が一部事業を、川島屋證券として分社化。
- 1943年（昭和18年）9月 - 川島屋證券が、川島屋商店を合併。
- 1943年（昭和18年）11月 - 初代日興證券が、共同証券を合併。
- 1944年（昭和19年）4月 - 川島屋證券が初代日興證券株式会社を合併のうえ、2代目日興證券に社名変更。
- 1948年（昭和23年）11月 - 証券取引法に基づく証券業者に登録。
- 1949年（昭和24年）4月 - 東京、大阪、名古屋各証券取引所正会員に登録。
- 1951年（昭和26年）6月 - 証券投資信託法に基づく委託会社に登録。
- 1959年（昭和34年）12月 - 関連会社として、日興證券投資信託委託（現：日興アセットマネジメント）を設立 。
- 1960年（昭和35年）4月 - 関連会社として、日興證券投資信託委託（現：東海東京証券）を設立 。
- 1961年（昭和36年）10月 - 東京、大阪、名古屋の各証券取引所の第二部市場に新規上場。
- 1970年（昭和45年）2月 - 東京、大阪、名古屋の各証券取引所の第一部市場に銘柄指定替え。
- 1981年（昭和56年）9月 - 日興国際投資顧問を設立。
- 1993年（平成5年）10月 - 日興信託銀行を設立。
- 1999年（平成11年）2月 - シティグループ証券部門の日興ソロモン・スミス・バーニー証券会社（旧社名のソロモン・スミス・バーニー・ジャパン・リミテッドより変更）の発行済株式51.0%を取得。
- 1999年（平成11年）4月 - 日興證券投資信託委託と日興国際投資顧問が合併、日興アセットマネジメントを設立。
- 1999年（平成11年）5月 - 日興ビーンズ証券（現：マネックス証券）を設立。
- 2001年（平成13年）3月29日 - 2代目日興證券の分割準備会社として、日興證券分割準備を設立。
- 2001年（平成13年）10月1日 - 日興コーディアルグループ（旧社名の2代目日興證券より変更）の証券業を吸収のうえ、日興コーディアル証券に社名変更。
- 2006年（平成18年）12月18日 - 日興コーディアルグループでの粉飾決算が発覚。
- 2007年（平成19年）5月9日 - シティグループが日興コーディアルグループの株式61.08%を取得。これに伴い、シティグループの傘下となる。
- 2008年（平成20年）5月1日 - 日興コーディアルグループとシティグループ・ジャパン・ホールディングスが合併。親会社が、存続会社の日興シティホールディングスに異動。
- 2008年（平成20年）5月3日 - シティバンク証券を吸収合併。
- 2009年（平成21年）6月15日 - 三井住友銀行の全額出資により、日興コーディアル証券と日興シティグループ証券の事業受け皿会社として、日興コーディアル証券分割準備株式会社を設立。
- 2009年（平成21年）10月1日 - 日興コーディアル証券の全事業と、日興シティグループ証券の一部事業等を吸収。商号を、2代目日興コーディアル証券株式会社に変更。
- 2010年（平成22年）10月15日 - 三井住友銀行を所属行とする銀行代理業の認可を取得。
- 2010年（平成22年）10月18日 - 東北6県と四国4県の県庁所在地に所在する当社支店で、三井住友銀行の普通預金および定期預金の新規口座開設取次業務を開始[28]。
- 2011年（平成23年）4月1日 - 日興コーディアル証券から、SMBC日興証券株式会社に商号変更[4]。
- 2016年（平成28年）10月1日 - 三井住友フィナンシャルグループの直接子会社となる。
- 2018年（平成30年）1月1日 - SMBCフレンド証券を吸収合併、SMFGのリテール証券部門を統合。

## 個人向け商品取引サービス
旧来の総合証券として金融商品の扱いが広く、2001年にコーディアルへ社名を変更して個人顧客のオンライントレードと電話取引を店舗の対面取引を一体化した新業態「ワンストップ・チャネル」を採用し、店舗で資産運用のコンサルティングを行う。
オンライントレードは日興證券時代の1996年に「ホームトレードワン」を開始し、社名変更時に現行の「日興イージートレード」に改めた。1999年にオンライントレード専業の日興ビーンズ証券を設立し、コーディアル証券は店舗取引を併せた「ワンストップチャネル」となる。2004年に業務提携したローソンは、金融商品取引仲介業者として「ピーカブー」を扱った。

## グループ会社
- 日興アイ・アール
- 日興企業
- 日興ビジネスシステムズ
- 日興リサーチセンター
- 日興プロパティーズ
- 日興みらん

## 広報活動

### キャラクター
- イチロー - コーディアル証券・コーディアルグループの事業開始当初の2001年10月よりCMキャラクターを務める。
- ポムポムプリン - 2014年2月からイメージキャラクターを務める。
- 日興證券時代に、絵本「ウォーリーをさがせ!」のウォーリーを用いた。

### スポンサード
- 川崎フロンターレ - コーディアル証券時代から現在までオフィシャルスポンサーを務め、ユニフォームの背中にピーカブーのマスコットカブのイラストとロゴを2005年3月から2007年9月まで載せた。等々力陸上競技場のフロンターレのホームゲームや川崎市民ミュージアムのトークショーなどのイベントでカブの着ぐるみがアピールした。2014年からキャラクターの権利が日興からフロンターレへ移行し、カラーリングと「カブレラ」の名称へ変更した。

### テレビ提供番組

#### 現在の提供番組
- BEAT 時代の鼓動（ytv、関西ローカル）日曜11:25 - 11:30（2013年4月7日 -。2006年4月1日 - 2013年3月30日まで土曜11:35 - 11:40に放送）
- 中日クラウンズ中継（CBC制作・TBS系列）

#### 過去の提供番組
- ニュースステーション（後期）→報道ステーション（テレビ朝日系列）- 2007年9月24日まで、月曜枠
- パネルクイズアタック25（ABC制作・テレビ朝日系列、「日興證券・日興投信」として提供）- 1986年10月から1987年3月まで、アルインコと交互に提供。
- 筑紫哲也ニュース23（TBS系列）
- ブロードキャスター（同上）
- サンデーモーニング（同上）- その後SMBCフレンド証券に交代。（なお、同社は後にSMBC日興証券に吸収合併）
- 3年B組金八先生（第8シーズン）（同上）
- ニューイヤー駅伝中継（同上） - その後大和証券キャピタル・マーケッツに交代。
- ウェークアップ!ぷらす（ytv制作・日本テレビ系列[注 3]） - 2014年3月まで
- FNNニュースレポート6:00→FNNスーパータイム（フジテレビ系列） - 1989年4月2日まで
- Mr.サンデー（同上[注 4]） - 2015年3月まで、22時台後半枠[注 5]

##### 株式市況番組への協賛
- ニコニコ株式市況（企画ネット番組（NET・MBS・CBC））- 昭和30年代から40年代（MBSでの提供は1964年まで、番組自体は2001年まで放送

- きょうの株式（東京12チャンネル→テレビ東京系列[注 6]） - 1975年10月1日から1987年9月30日まで、午前版は後に「ファミリー経済情報」→「マネー情報」に改題

### 注
1. ↑  公募増資に係る法人関係情報を、公表前に伝えて勧誘する
2. ↑  旧マネックス証券を吸収合併し、マネックス・ビーンズ証券と改称した後、改めて消滅法人側の名称であったマネックス証券に改称。現在に至る。
3. ↑  読売テレビ制作・日本テレビ系25局ネット、ほかの局は別番組を同時刻ネットして未ネットだった。
4. ↑  テレビ大分・テレビ宮崎は未ネットで別番組を提供した。
5. ↑  移動初回は「Mr.サンデー」が休止のため「ダイヤモンドグローブSP」にを提供した。
6. ↑  テレビ東京系列のうち、番組終了時点ではテレビ北海道とTVQ九州放送はまだ未開局であった。